# 駈込み訴え
「駈込み訴へ」（かけこみうったえ、新かなでは「訴え」）は、太宰治の短編小説。

## 概要
| 初出     | 『中央公論』1940年2月号                 |
| 単行本   | 『女の決闘』（河出書房、1940年6月15日） |
| 執筆時期 | 1939年12月完成                          |
| 原稿用紙 | 34枚                                    |

本作品は妻美知子が太宰の口述を筆記してできたものである。後年、美知子は以下のように回想している。
イスカリオテのユダを主人公とした視点で、イエス・キリストに対してどういう感情を持っていたのかを述べるという形式を取っている。全体としてはイエスの薄情や嫌らしさを訴える内容となっている。しかしその実質は、自暴自棄になったユダの愛と憎しみがないまぜになって、どちらがどちらか本人すらすでに判別つかなくなり、混乱しながらも悲痛に訴えているというものである。ユダがどこに駆け込んで誰に訴えかけたのかは、明らかにされない。
太宰は「姥捨」において「ユダの悪が強ければ強いほど、キリストのやさしさの光が増す」と記している。

## 関連書籍
- 新潮カセットブック『駈込み訴え・走れメロス』（新潮社、1988年2月）が発売されている。朗読は草野大悟。

## 関連作品

### ドラマ
- 太宰治短編小説集「駈込み訴え」（2010年9月27日、NHK BS2）

### 舞台
- JUDAS, CHRIST WITH SOY ユダ、キリスト ウィズ ソイ 〜太宰治『駈込み訴え』より〜（2015年10月、HONMOKU AREA-2）[4]